# Kom (bantoid jezik)
Kom jezik (ISO 639-3: bkm; bamekon, bikom, kong, nkom), jedan od nigersko-kongoanskih jezika iz Kameruna kojim govori oko 233 000 ljudi (2005) u provinciji Northwest. Pripadnici etničke grupwe dvojezični su i u brojnim drugim jezicima kao što su Aghem jezik [agq], arbore [arv], babanki [bbk], bum [bmv], bussa [dox], dirasha [gdl], gawwada [gwd], koma [kmy], komo [kmw], laimbue [lmx], lengola [lej], mmen [bfm], noone [nhu], ntcham [bud] i tsamai [tsb].
Pripada bantoidnoj skupini wide grassfields, centralnoj ring podskupini. Koristi se u svim domenama, oralno u lokalnoj administraciji, vjerskoj službi, trgovini, radio programima. Pismo latinica.

## Vanjske poveznice
- Ethnologue (14th)
- Ethnologue (15th)
- The Kom Language (s mapom govornog područja)